# Affusto

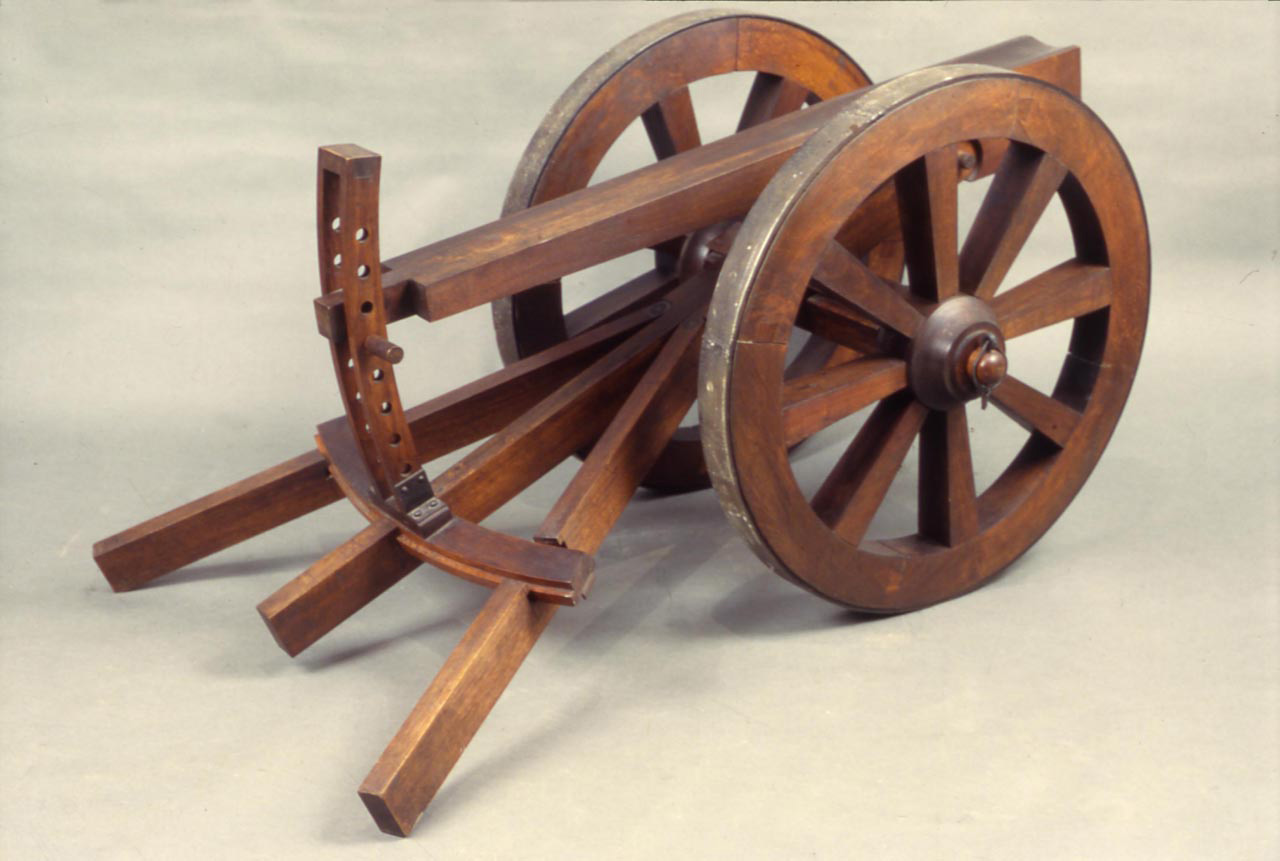
Affusto di cannone

Si chiama affusto l'apparecchio che sostiene la bocca da fuoco e che permette l'esecuzione comoda e rapida del puntamento e del tiro. L'etimologia del vocabolo è incerta. Secondo il Montù deriverebbe dal latino fustis (bastone); ad ogni modo essa era già in uso generale nel XVII secolo, in sostituzione delle voci cassa o letto, con le quali veniva in origine indicato il sostegno della bocca da fuoco.

## Storia
Il progresso nella forma e nella costruzione degli affusti ha seguito passo passo l'evoluzione dell'artiglieria. L'affusto rudimentale sul quale posavano le prime bocche da fuoco era costituito da un troncone di legno scavato a guisa di trogolo, oppure da un ceppo o da un tavolone, sul quale l'arma era poggiata e fissata mediante corde o ritegni metallici. Il tutto era tenuto fermo da paletti conficcati nel terreno, in modo da sopprimere il rinculo. Per dare l'elevazione si collocavano cunei di differente misura sotto la parte anteriore del tronco o della tavola. Tale sistema manca assolutamente di mobilità e durante il tiro non era consentito alcun cambiamento di direzione.
Il rapido generalizzarsi delle bocche da fuoco in tutti i paesi d'Europa, i numerosi tipi di artiglierie fusi presso i vari eserciti e le prime nozioni concrete acquisite nella tecnica del tiro, ebbero naturalmente ripercussioni notevoli sulla costruzione degli affusti. Ben presto, ai primi sostegni rudimentali, i quali più che altro, rappresentavano mezzi d'appoggio o di trasporto della bocca da fuoco, subentrarono apparecchi più complessi, studiati e definiti in rapporto all'arma che dovevano sostenere e al tiro che con essa si voleva eseguire.
Alla metà del XV secolo si hanno affusti che erano costituiti da due parti: una poggiava direttamente sul suolo e serviva da base a tutto il sistema; l'altra faceva corpo con la bocca da fuoco ed era mobile nel piano verticale. Alla parte inferiore erano collegate due robuste coppie di ritti, muniti di fori equidistanti. Due sbarre di ferro, fatte passare attraverso fori simmetrici dei ritti, servivano di appoggio alla parte superiore dell'affusto e consentivano le variazioni di elevazione. In seguito vennero resi mobili mediante applicazioni di ruote e l'adozione della coda. Carlo il Temerario adottò per primo un tipo di affusto a ruote, al quale le artiglierie prive di orecchioni, erano collegate con fasciature.
Progressi notevoli vennero fatti in Francia e in Germania durante i regni di Luigi XI e di Carlo VIII. Gli affusti a ruote, costruiti secondo tipi ben definiti, vennero resi in quell'epoca più leggeri e più solidi mediante una sempre più larga applicazione di parti di ferro. La bocca da fuoco non era più unita ad essi mediante fasciature, ma per mezzo di orecchioni, sporgenti lateralmente, che, impegnandosi in adatte orecchioniere, ricavate nella parte superiore delle cosce dell'affusto, rendevano più facile e spedito il puntamento in elevazione. Per mezzo di un carretto a due ruote, più tardi chiamato avantreno, vennero adattati al traino mediante l'unione della coda al carretto stesso. I due elementi (affusto e avantreno) venivano così a costituire un unico carro a quattro ruote.
Infine, nel XVIII secolo e nella prima metà del successivo, in Francia per opera del Gribeauval, e in Piemonte per quella del generale Giovanni Cavalli, gli affusti delle varie specialità d'artiglieria conseguirono miglioramenti così notevoli da farli considerare come gli esemplari dai quali vennero ricavati i tipi in uno per tutto usati nel periodo della seconda guerra mondiale.

## Affusti mobili
Gli affusti mobili sono quelli che permettono il trasporto della bocca da fuoco incavalcata, senza che occorra alcuna trasformazione o manodopera di forza. Saranno quindi permanentemente muniti di ruote, atte al traino in terreni più o meno vari, (affusti da campagna, a cavallo, da montagna e d'assedio).

## Affusti amovibili
Gli affusti amovibili sono quelli che possono essere adattati facilmente al traino e che posseggono quindi gli organi per l'applicazione di ruote che ne permettono il traino su strade.

## Affusti fissi
Gli affusti fissi sono quelli che, non dovendo per il loro impiego essere mai mossi dalla loro posizione primitiva, sono organizzati in modo da poter essere scomposti e smontati per un eventuale trasporto. Possono distinguersi in affusti propriamente detti quando non richiedono per essere piazzati una speciale opera muraria (taluni affusti per cannoni da costa), e in installazioni o impianti quando una speciale opera muraria costituisce invece un elemento necessario di sostegno, di protezione e di funzionamento del materiale (installazioni in pozzi, impianti costieri).

## Affusti a ruote
La caratteristica comune e principale di questi affusti è quella di poter essere rapidamente trasformati in un carro trainabile mediante l'ausilio di un avantreno o di un timone o timonella. Gli affusti da montagna hanno inoltre la caratteristica di essere rapidamente scomponibili in parti di peso non rilevante e tali da consentirne il someggio (100-120 chilogrammi).

## Affusti in casamatta a cannoniera minima
Hanno lo scopo di ridurre le dimensioni della cannoniera, da cui passa la volata del pezzo, a proporzioni minori di quelle che si hanno con le costruzioni ordinarie, allo scopo di diminuire il pericolo dell'imbocco della cannoniera da parte dei proietti e delle schegge nemiche.

## Affusti di costruzione speciale
Rispondono a particolari esigenze di terreno e di impiego delle bocche da fuoco. I tipi più caratteristici sono Affusti ad eclisse consentono grande protezione del personale nelle installazioni in barbetta, congiunta alla facilità delle varie operazioni della carica e del puntamento. Sono costituiti in modo che la bocca da fuoco è riparata dalla vista e dal tiro avversario dietro un alto parapetto durante le operazioni della carica e del puntamento, e solo si solleva, sporgendo dal parapetto, all'atto dello sparo. Di questo genere sono oggi gli affusti a scomparsa idropneumatici, nei quali la bocca da fuoco è imperniata a due aloni, che sono essi stessi imperniati ad una specie di sottaffusto collegato alla piattaforma. I due aloni, mediante l'asta di un cilindro freno, possono essere disposti nella posizione verticale e passare poi nella posizione orizzontale o per l'azione del rinculo e per l'azione di una pompa.

## Affusti ad installazione a sfera
In questo tipo di cannone è imprigionato. mediante una sfera, nella corazza della casamatta. ed è sostenuto verso la culatta da un semplice cavalletto che serve unicamente di sostegno. La sfera trasmette tutta l'energia di rinculo alla corazza della batteria, che la disperde nella grande massa.

## Affusti a deformazione
I mezzi studiati per eliminare, o rendere minimo il rinculo, nei materiali da campagna, montagna e a cavallo, sono numerosi e tra essi si possono nominare: il vomero di coda, costituito da una robusta piastra metallica sporgente in basso presso la coda, e destinata, interrandosi sempre più dopo ogni colpo, a contrastare l'azione del rinculo; i freni a nastro sui mozzi, i freni a calzatoia, le funi di ritegno, ecc. Tutti questi mezzi sono stati completamente abbandonati a partire da fine Ottocento in seguito all'adozione degli affusti a deformazione, la cui caratteristica è quella di rimanere immobili durante il tiro, mentre solo alcune parti seguono il cannone nel rinculo e ritornano poi automaticamente nella posizione primitiva per l'azione di un recuperatore. Con questo sistema si è reso possibile di tirare più colpi di seguito senza ripuntare la bocca da fuoco e senza perdere la precisione di tiro. Il sistema a deformazione è stato naturalmente esteso ai materiali di assedio, da difesa e da costa. Il recuperatore, o il ritorno nella posizione iniziale è provocato in alcuni affusti a cassa semplice inclinazione di lisce, su cui scorrono le parti che rinculano con il cannone. In altri invece è la pressione idraulica prodotta da sistemazioni speciali nell'impianto, che, agendo opportunamente sulle parti che hanno rinculato, le respinge in avanti. 
Gli affusti a deformazione si possono quindi suddividere in queste categoria: 1) affusti elastici; 2) affusti idraulici; 3) affusti a lisce e freni laterali. Secondo poi la conformazione dipendente dall'impiego al quale sono destinati o secondo il tipo di installazione, gli affusti a deformazione si possono distinguere nel secondo modo: a) affusti a ruote; b) affusti a piedistallo o a candeliere; c) affusti a piattaforma; d) impianti o installazioni a torre o in pozzo; e) affusti articolati.
Gli affusti a deformazione a ruote sono tutti elastici. Essendo destinati ad essere mobili, essi hanno i caratteri generali degli affusti a ruote. È da notarsi che data la condizione dell'assoluta immobilità dell'affusto durante il tiro, si rende necessaria una lunghezza di coda notevole, che raggiunge il massimo ammissibile con la maneggevolezza dell'affusto. Sono muniti anche di vomero rigido per aumentare la stabilità. 
Il primo tentativo di affusto elastico sperimentato e adottato in Italia è quello del cannone da 57. Il generale francese Langlais nel 1892 costruì un materiale a deformazione che la Francia, per prima, adottò per la propria artiglieria da campagna. Nel volgere di pochi anni l'adozione del nuovo materiale venne estesa a tutte le altre specialità. L'Italia fissò nel 1906 la sua scelta sul materiale a deformazione costruito dalla Krupp (il 75/27 Mod. 1906) ma in seguito, nel 1911, aggiunse l'adozione per le batterie da campagna l'affusto costruito e proposto dal generale francese Déport. Tale affusto prese il nome di affusto per cannone da 75 M. 1911. È a grandi settori di tiro, a cosce divaricabili e a freni coniugati.

## Affusti elastici a piedistallo
In questo tipo di affusto il piedistallo o sostegno è fissato al terreno con chiavarde ancorate a piastra di ferro o ad anelli collocati nella massa del calcestruzzo. Sul piedistallo è imperniato, girevole intorno ad un asse, un affustino a forchetta o cassa, che sorregge la culla mediante orecchioniere. Il puntamento in direzione è sempre ottenuto con congegni portati dall'affustino che agiscono sul sostegno. I congegni di elevazione agiscono tra affustino e culla o tra affustino e cannone. In Italia si avevano affustini a piedistallo e culla per il cannone da 57H (tipo Armstrong); per il cannone da 75A in casamatta; per il cannone da 152 R.M.; e affusti a piedistallo a candeliere per il cannone da 42, da 57, da 37H, da 75B R.M..

## Affusti in impianti e installazione a piattaforma
Sono costituiti da un affusto a cassa composto di due fianchi o aloni paralleli fissati su una piattaforma circolare, la quale appoggia mediante una controrotaia su una corona di rulli scorrevoli su una rotaia fissata al terreno mediante lunghe chiavarde, ancorate inferiormente a piastre o a grandi anelli d'acciaio compresi nella massa cementizia della piazzuola.
L'affusto porta incavalcata la culla in cui scorre la bocca da fuoco, oppure è foggiata superiormente a lisce per lo scorrimento del blocco porta bocca da fuoco. Alla piattaforma è unito il congegno di direzione, che agisce tra la piattaforma e una dentiera fissa alla rotaia dei rulli. La piattaforma porta pure la copertura o la corazza quando esiste, e gli organi per il sollevamento dei proietti e per il caricamento. Appartengono a questo tipo d'impianto l'affusto a blocco per obice da 280 con sottoaffusto idropneumatico; l'installazione per cannone da 149 tipo A. e l'impianto per obice da 305.

## Affusti in impianti e installazioni in pozzo
In questi tipi di impianti il materiale è protetto da un parapetto avvolgente che forma un pozzo, le cui parti concorrono a sostenere il materiale od organi di puntamento o di difesa. Questi ultimi sono composti di una cupola che chiude completamente l'apertura del pozzo, munita di una cannoniera minima da cui sporge la sola volata del cannone, oppure di una copertura a unghia di cavallo che protegge le parti del materiale non riparate dalla muratura. L'affusto può essere sul tipo di quelli a piedistallo o a piattaforma. In generale si ha affusti a piattaforma poggianti sul fondo o su un gradino delle pareti verticali del pozzo. A questo tipo di impianti appartenevano le installazioni per cannoni da 75A e da 87 M. 88; per cannoni da 149S. e per cannoni da 305.

## Affusti per artiglierie navali
Sulle navi a vela gli affusti erano a ruote e non differivano molto da quelli rigidi terrestri; erano però più corti e più robusti; avevano quattro ruote di legno piene. Tutti i cannoni stavano allineati a distanza conveniente nelle batterie con le bocche sporgenti dagli sportelloni e assicurati alla murata mediante paranchi per riportare il cannone nella linea di tiro. La punteria in elevazione si otteneva mediante cuneo che veniva ficcato al di sotto della culatta.

## Affusti a telaio
Nel periodo 1845-1860 vennero creati gli affusti a telaio, i quali consistevano essenzialmente in un robusto telaio di legno duro, ricoperto di piastre metalliche, con una lunga fenditura nel mezzo, sul quale telaio veniva fissata, mediante appositi blocchi a pressione, la parte inferiore della forchetta che sosteneva gli orecchioni del cannone. Al momento dello sparo il cannone e la forchetta rinculavano strisciando sul lungo telaio e per mezzo dell'attrito assorbivano l'energia di rinculo. Il telaio era fissato al ponte con un perno anteriore e intorno a questo girava per la punteria di direzione.

## Affusti a freni e lisce laterali
Con l'invenzione dei torchi idraulici, gli affusti presero la forma di quelli a freni e lisce laterali. Il torchio di rinculo, che esiste tuttora, consiste in uno stantuffo che può scorrere in un cilindro ripieno di liquido viscoso. La testa dello stantuffo presenta dei laschi che possono essere ridotti di dimensione, durante il rinculo, mediante apposite valvole, oppure la testa stessa presenta da una parte un incavo praticato lungo una generatrice, nel quale incavo scorre durante il rinculo un oscuratore che è fissato al cilindro e presenta una maggiore o minore sezione a seconda della posizione dello stantuffo nella sua corsa. Lo stantuffo è fissato rigidamente al cannone e viene trascinato nel movimento di rinculo; il cilindro è fissato all'affusto. Il liquido per passare da una parte all'altra dello stantuffo offre una resistenza che, essendo inversamente proporzionale alla velocità di rinculo ed alla viscosità del liquido, offre un freno graduale. I primi torchi di rinculo vennero ideati a Woolwick e poi ne furono costruiti da Vavasseur. Gli affusti a freni e lisce laterali avevano appunto due cilindri freni, uno da ciascun lato, e posti in posizione inclinata all'orizzonte in modo che il cannone, nello stesso tempo che rinculava, era costretto a salire, ottenendo così automaticamente il ritorno in batteria per effetto della gravità. Anche questo dispositivo venne ideato dal Vavasseur, come pure sono dovuti i primi congegni di punteria di elevazione ad arco dentato.

## Affusti a cassone e a piedistallo
I primi affusti a freno e lisce laterali furono a cassone e vennero sostituiti ben presto da quelli a perno centrale, in cui il cannone è sostenuto da una robusta forchetta che pesca con un perno centrale, in una campana altrettanto robusta che viene inchiavardata al ponte della nave. Gli affusti a perno centrale, o a piedistallo o a candeliere, sono rimasti in uso per i piccoli calibri anche con l'avvento della culla, la quale può dirsi il secondo importante ritrovato dopo il cilindro freno degli organi dell'affusto. La culla è una robusta manica di acciaio o di bronzo che fascia buona parte della culatta del cannone. Il cannone non porta orecchioni ma li porta la culla. Il cannone ha una o più appendice nella sua parte posteriore con cui viene collegato agli stantuffi dei freni e dei recuperatori mentre i cilindri degli stessi freni e dei recuperatori sono di corpo con la culla. I movimenti di elevazione sono dati in tal modo alla culla, ed il cannone, rinculando, si sfila, per 50-60 centimetri dalla culla, ritornando immediatamente ad infilarsi per la spinta che riceve da apposita molla sistemata in cilindri ricuperatori, oppure per effetto di energia idraulica, od infine ancora per una ben studiata combinazione di cilindri idropneumatici a tenuta stagna d'aria, in cui l'aria immagazzina l'energia di rinculo comprimendosi, e restituendola per riportare il pezzo in batteria. Grande vantaggio è che il cannone, dopo lo sparo, ritorna ad avere la stessa elevazione che aveva prima, trovandosi così automaticamente molto prossimo alla nuova posizione di fuoco.

## Affusti a linea di mira indipendenti
Gli affusti dell'ultimo periodo bellico, hanno un particolare importante, cioè la linea di mira indipendente. Per tutte le operazioni di caricamento, quando si deve portare il cannone dalla elevazione alla posizione orizzontale, si manovra una leva mediante la quale il pezzo viene svincolato dall'alzo. In tal modo il puntatore continua a traguardare il bersaglio senza preoccuparsi di altro e non appena il cannone è riportato in elevazione torna nella posizione in cui si sarebbe trovato se non fosse stato mai svincolato, anche se nel frattempo il puntatore ha mosso l'alzo. Questo tipo di svincolo era necessario soprattutto nei cannoni antiaerei, ma è utile anche nei cannoni navali a grande portata.